# MB-6880
MB-6880 (MB-6880 / Basic Master and Basic Master Level 2) је кућни рачунар фирме Хитачи (Hitachi) који је почео да се производи у Јапану током 1979. године.
Користио је Motorola 6800 (HD 46800) микропроцесор. RAM меморија рачунара је имала капацитет од 4k (за Basic Master). Као оперативни систем кориштен је уграђени Бејсик преводилац.
Насљедио га је рачунар MB-6890.

## Детаљни подаци
Детаљнији подаци о рачунару MB-6880 су дати у табели испод.
|                       |                                             |
| [ 1 ]                 |                                             |
| Произвођач            | Хитачи                                      |
| Тип                   | кућни рачунар                               |
| Меморија              | 4k                                          |
| Поријекло             | Јапан                                       |
| Година                | 1979                                        |
| Тастатура             | QWERTY тастатура. JIS стандард, 56 тастера. |
| Процесор              |                                             |
| Фреквенција процесора | 750 Khz.                                    |
| RAM                   | 4k                                          |
| ROM                   | 16 kb                                       |
| Текст                 | 32 x 24                                     |
| Графика               | 32 x 24 (знакови су имали 8x8 тачака)       |
| Боја                  | црно-бијело                                 |
| Звук                  | звучник (5-битни Д/А претварач)             |
| Димензије             | 42.5 / 28.5 / 8 cm / 4kg                    |
| Портови               |                                             |
| Оперативни систем     | уграђени Бејсик преводилац                  |